# Матешница
Матèшница (на гръцки: Σίμος Ιωαννίδης, Симос Йоанидис, до 1957 година  Μοτεσνίτσα, Матесница) е село в Егейска Македония, Република Гърция, в дем Лерин, област Западна Македония с 276 жители (2001).

## География
Селото е разположено на 4 километра западно от демовия и демов център Лерин (Флорина) между ридовете на Нередската планина и Перистер.

## История

### В Османската империя
Селото е разтурено от албански банди в началото на XIX век и става колиби на съседното село Търсие. В „Етнография на вилаетите Адрианопол, Монастир и Салоника“, издадена в Константинопол в 1878 година и отразяваща статистиката на населението от 1873  година, в Леринска каза между Лаген и Арменово е споменато село Немошница (Némochnitza) със 70 домакинства и 190 жители българи, което може да е и Матешница.

### В Гърция
През Балканската война в 1912 година в селото влизат гръцки части и след Междусъюзническата в 1913 година селото остава в Гърция. В 1957 година селото е прекръстено на името на андартския капитан Симо Стоянов (Симос Йоанидис) от съседното село Арменово. В 1961 година селото има 71 души население.